# ワイオミング州の旗
ワイオミング州の旗（ワイオミングしゅうのはた、英: Flag of Wyoming）は、アメリカ合衆国ワイオミング州の州旗。1917年1月31日にデザインコンテストによって正式採用された。

## 概要
青地のなかに白いアメリカバイソン（アメリカではバッファローと呼ばれる）のシルエットがあり、それを白と赤のストライプで囲んである。バイソンの肋骨には州章が描かれている。州旗にバイソンが描かれていることから、ワイオミング州は俗に「バッファローの州」とも呼ばれる。